# 호모 호미니 루푸스
호모 호미니 루푸스(라틴어: Homo homini lupus)는 "사람은 사람에게 늑대다"라는 의미의 라틴어 경구이다. 이 말의 뜻은 사람은 자연에서의 늑대가 경쟁하는 것과 같이 행동한다는 것을 본딴 의미이다. 이 예시에서 생물로써의 늑대는 폭력적이고 잔인하며 비윤리적인, "짐승"과 같은 것으로 묘사된다.

## 역사
이 예시는 티투스 마키우스 플라우투스의 희극인 아시나리아(기원전 195년)에서 "lupus est homo homini"라는 구로 최초로 사용되었으며 이 구는 "인간은 인간에게 늑대이다"라고 번역된다. 문학 역사에서는 오비디우스 또한 이 구를 사용했던 것으로 알려져 있다. 루키우스 안나이우스 세네카는 대위법으로 "사람은 사람에게 공포스러운 무언가이다."라고 말했다.

### 후기 사상가의 사용
이 구는 고전주의자이자 성학자, 신학자인 데시데리우스 에라스무스가 그의 저서 "아다지오"(Adagio)에서 다시 이 표현을 사용했다.
토머스 홉스는 그의 저서 리바이어던에서 자연적인 상태에서 인간은 내적으로 늑대처럼 행동할려는 것을 가지고 있다고 말했고, 1651년 작품인 시민론(De Cive)에서는 "공평하게 말하자면, "사람은 사람에게 신과 같이 행동한다", "사람은 사람에게 나쁜 늑대같이 행동한다" 두 말은 모두 맞는 말이다. 만약 우리가 그들 자체로 시민들을 비교하면 앞의 것이 맞다. 만약 우리가 시민을 비교하면 뒤의 것도 맞다."과 같은 경구를 적었다.
홉스는 정부와 같은 강한 권력에 영향을 받지 않고 있을 경우 사람들이 스스로 잔인하게 행동하게 된다고 설명했다.
16세기에 활동한 프란시스코 데 빅토리아는 이 공리를 자신의 생각과 연구를 통해 집대성했다.
지그문트 프로이트는 이 말에 대해 분석하여 사람은 본능적으로 다른 사람을 영향력 내에 놓을려는 경향을 보이기 때문에 문명 세계에서 이러한 욕망을 억제해야 한다고 말했다.

## 같이 보기
- 크고 나쁜 늑대 (Big Bad Wolf)
- 늑대인간
- 늑대와 민속, 종교, 신화
- 양의 탈을 쓴 늑대 (Wolf in sheep's clothing)